# Stefan Mazurkiewicz
Stefan Mazurkiewicz (Varsó, 1888. szeptember 25. – Grodzisk Mazowiecki, 1945. június 19.) lengyel matematikus.
Doktori disszertációját 1913-ban védte meg a Lwówi Egyetemen, témavezetője Wacław Sierpiński volt. 1917-től a Varsói Tudományos Társaság (Towarzystwa Naukowego Warszawskiego), 1922-től pedig Lengyel Művészeti és Tudományos Akadémia (Polska Akademia Umiejętności) tagja. 1919-től kezdve a Varsói Egyetem professzora, tanítványai voltak többek között Karol Borsuk, Kazimierz Kuratowski, Stanisław Saks, valamint Antoni Zygmund.
A lengyel–szovjet háború során Mazurkiewicz a Lengyel Hadsereg Kódfejtő Irodájának (Biuro Szyfrów) dolgozott, és sikeresen megfejtette a szovjetek által egyik leggyakrabban használt kódot.
Nevéhez fűződik a Hahn–Mazurkiewicz-tétel, amely alapvető eredmény a térkitöltő görbék elméletében.

## Lásd még
- Lengyel matematikai iskola
- Hans Hahn